# 岡上淑子
岡上 淑子（おかのうえ としこ、1928年1月3日 - ）は日本の写真家、コラージュ作家。高知県生まれ・在住。

## 経歴
1928年 (昭和3年)、高知県高知市に生まれる。翌年、東京に転居し1945年 (昭和20年) に終戦を挟み高知に疎開した一時期を経て、東洋英和女学院を卒業。恵泉学園に進み、武満浅香（旧姓・若山浅香）と同じクラスになるのは1946年 (昭和21年) である。この人物は、芸術家集団「実験工房」のメンバーだった作曲家の武満徹の後の妻であり、岡上を武満へ繋ぐことになる。
岡上は1950年 (昭和25年)、文化学院カネコデザイン科に入学すると、カラーコーディネートの授業で、雑誌を切り貼りする課題をきっかけにコラージュの面白さに目覚め、「ヴォーグ」や「ライフ」などのファッション誌やグラフ誌を切り抜いて貼付けたコラージュ作品の制作を始める。武満浅香を通じて武満徹に、さらに瀧口修造にそれらのコラージュ作品を見てもらい、瀧口より激賞される。作品の評価を受けに通った瀧口邸で、マックス・エルンストのコラージュ作品に初めて触れ、衝撃を受ける。
1952年 (昭和27年)、文化学院デザイン科を卒業。コラージュ作家としてデビュー、100点以上の作品を制作する。画家の藤野一友（別名、中川彩子。折口信夫門下の中国文学者・藤野岩友の子）と出会い、1957年 (昭和32年) に結婚すると創作活動から遠のく。第一子が誕生する1959年 (昭和34年) 頃から創作活動はほぼ中止している。1967年 (昭和42年)、高知県に転居。

### 展覧会
岡上を高く評価した瀧口修造の熱心な勧めもあり、文化学院卒業の翌1953年 (昭和28年)、初の個展をタケミヤ画廊で開くと、東京国立近代美術館の「抽象と幻想」展にも出品。2度目の個展もタケミヤ画廊を会場に1956年 (昭和31年) に催し、コラージュ作品とともにモノクロ写真も約50点出品している。その後、生まれ故郷の高知県へ帰る。2000年 (平成12年) にふたたび個展「岡上淑子　フォト・コラージュ-夢のしずく-」（第一生命ギャラリー）を開催するまで、まとまった点数の作品を展示することはなかった。
岡上は美術界から忘れかけられた長いブランクを経て、1996年 (平成8年) に写真史家の金子隆一 (東京写真美術館) によって再発見され、「ライトアップ-新しい戦後美術像が見えてきた」展（目黒区美術館）に出品された作品が注目を集める。2002年は2000年の「夢のしずく」（The Third Gallery Aya、大阪）につぐ個展「Okanoue Toshiko: Collages」（ヒューストン美術館）を催し、海外初の作品集 Drop of Dreams: Toshiko Okanoue (Nazraeli Press) が出された。2008年、個展「変容」（The Third Gallery Aya）開催。
初の大規模な回顧展「岡上淑子コラージュ展--はるかなる旅」が2018年、高知県立美術館で催される。
東京都庭園美術館は2019年3月から4月にわたり、個展「フォトコラージュ—岡上淑子 沈黙の奇蹟」を開いた。

### 出品した展覧会 (1996年以降)
目黒区美術館に出品した1996年から、活動が再開される。
- 2001年10月21日–同年12月9日「奔る女たち 女性画家の戦前・戦後1930-1950年代」展（栃木県立美術館）[9]
- 2002年個展「夢のしずく」（The Third Gallery Aya）開催。
- 2003年「The History of Japanese Photography」（ヒューストン美術館）
- 2004年12月「コレクション展　平成16年度　新収蔵作品を中心に」（高知県立美術館）
- 2005年「滝口修造　夢の漂流物」展（世田谷美術館）[10]

「瀧口修造とタケミヤ画廊/佐谷画廊企画」展（お茶の水画廊）
- 2006年3月11日–同年5月21日「現代の版画-写真の活用とイメージの変容」展（東京国立近代美術館）[11]

2006年11月3日–同年12月17日「コラージュとフォトモンタージュ展」（東京都写真美術館）
- 2008年個展「変容」（The Third Gallery Aya）開催。

「シュルレアリスムと写真-痙攣する美」展（東京都写真美術館）
「Paris Photo (カルーゼル・デュ・ルーヴル/The Third Gallery Aya Booth）
- 2009年1月20日–同年3月8日「コラージュ—切断と再構成による創造」展（東京都国立近代美術館）[13]
- 2010年個展「TOSHIKO OKANOUE:DROP OF DREAMS」(Charles A.Hartman Fine Art, アメリカ・ポートランド）開催

「Pictures by Women / A History of Modern Photography」（ニューヨーク近代美術館）
個展「夜間訪問」（Librarie6）開催
- 2011年「女性シュルレアリスト」展(Librarie6）

「シュルレアリスムとコラージュ」展（高知県立美術館）
- 2018年1月20日–2018年3月25日「岡上淑子コラージュ展―はるかな旅」展（高知県立美術館）[14]2019年1月26日-2019年4月7日「岡上淑子 フォトコラージュ 沈黙の奇蹟」東京都庭園美術館[15]
- 2021年1月30日–2021年3月13日岡上淑子「呼び声」展（The Third Gallery Aya）

## 画集
出版年順
- 岡上淑子、金子隆一『岡上淑子フォト・コラージュ : 夢のしずく』第一生命保険、2000年。OCLC 168904071。
- Okanoue, Toshiko (2002). Drop of Dreams: Toshiko Okanoue. Nazraeli Press. ISBN 1590050355[16]
- 神保京子（著）、東京都写真美術館（編）「岡上淑子とコラージュの世界--日本のシュルレアリスムにおける位置と活動 (含 英語文)」『東京都写真美術館紀要』第6号、2007年、49-64, 15-18。
- . Martina Sauter, Myoung Ho LeeFoam (アムステルダム: Foam Magazine) (15, Summer 2008). (2008). ISBN 9789070516109. OCLC 870163978.
- Nakamori, Yasufumi; Graham Bader (2012). Utopia/dystopia: construction and destruction in photography and collage. ヒューストン: Museum of Fine Arts, Houston. ISBN 9780300179606. OCLC 939928765
- 岡上淑子『はるかな旅 : 岡上淑子作品集 = A long journey : the works of Toshiko Okanoue』河出書房新社、2015年。ISBN 9784309275611。OCLC 905837687。新装版2020年
- 「岡上淑子 作品集」『ユリイカ』第48巻第10号、2016年8月、ISSN 1342-5641、OCLC 7009633671、通号: 684臨増。
- 神保京子「岡上淑子 : 優美さとグロテスクの臨界」『ユリイカ』第48巻第10号、2016年8月、233-246頁、ISSN 1342-5641、OCLC 7009634474、通号: 684臨増。
- 岡上淑子『岡上淑子全作品』河出書房新社、2018年、184頁。川浪千鶴序、池上裕子解説。高知県立美術館「岡上淑子コラージュ展ーはるかな旅」図録
- 岡上淑子『岡上淑子フォトコラージュ沈黙の奇蹟』青幻舎、京都、2019年。ISBN 9784861527142。OCLC 1084501789。神保京子解説。東京都庭園美術館「岡上淑子フォトコラージュー沈黙の奇蹟」図録[17]
- 岡上淑子『美しき瞬間 : The Essence of Toshiko Okanoue』河出書房新社、2019年。ISBN 9784309256207。OCLC 1088410802。
- 『岡上淑子・藤野一友の世界』河出書房新社、2022年、藤野可織、大瀧啓裕、東雅夫解説。福岡市美術館「藤野一友と岡上淑子展」図録

## 関連文献
- PHP編集部「日本美術オーラルヒストリー」『Mille』0 (2013-2014 autumn/winter)、PHP研究所、京都、2013年11月、全国書誌番号:22325139。